# John Tui
John Tui (Auckland, 11 de junho de 1975) é um ator e dublador neozelandês mais conhecido por seus papéis como comandante Anúbis "Doogie" Cruger, o Ranger Sombra, em Power Rangers: S.P.D. e como Daggeron, Cavaleiro Solaris, e em Power Rangers: Força Mística. Ele também desempenhou o papel de Bolg no O Hobbite o Chefe Walter "Beast" Lynch de Battleship – Batalha dos Mares

## Biografia
Nascido em Auckland, cresceu em Manurewa, South Auckland, o mais velho de oito irmãos. Possui descendência tonganesa. Trabalhou em Power Rangers  e desde então teve um trabalho regulares na Nova Zelândia incluindo papéis recorrentes em Go Girls  e Shortland Street. Na tela grande, ele interpretou o pai do personagem principal em 2015 em Born to Dance, e foi de  oficial naval ao lado de Rihanna, em Battleship.

## Trabalhos

### Filmes
- The Hobbit: The Battle Of The Five Armies (2014) ... Bolg
- Battleship (2012)
- Sione's Wedding (2006) .... Tavita
- Alternative (2003) .... Tasi
- Cold Peas (2003) .... Michael
- Leoleo io lou Uso (2003) .... Siaosi

### Curta-metragens
- Fepaki (2002) .... Semisi
- What Bro? (2002) .... Semi
- Briefcase (2002) .... Big Boss
- Kei Hea te Kuri? (2002) .... Toka
- Lying Flat (2001) .... om

### Televisão
- Power Rangers: S.P.D. (2005) .... Commander Anubis "Doggie" Cruger, Sergeant Silverback
- Power Rangers: Mystic Force (2006) .... Daggeron/Solaris Knight Ranger
- "Outrageous Fortune" 
  - Episode #1.1 (2005) .... Carlos Sevele
- "Mataku" 
  - The Chosen Ones (2005) .... Bones